# ランベス区
ランベス・ロンドン自治区（ランベス・ロンドンじちく、英: London Borough of Lambeth）は、イングランドのロンドンの南部にあるロンドン自治区で、インナー・ロンドンを構成する区の一つ。1963年ロンドン政府法により設置された :5 。
ウェストミンスター宮殿の南東対岸、テムズ川南岸ノース・ランベスにはランベス宮殿があり、ケニントンにはクリケットの聖地ジ・オーバルがある。ヴォクソールにはMI6本部が置かれている（MI5は対岸ウェストミンスター区内テムズ・ハウスにある）。また、セブン・シスターズ（石油メジャー）のシェルは、サウス・バンク地区にロンドン・アイに接して本社のシェル・センター (Shell Centre) を置いている。

## 地理
グレーター・ロンドン内では、北東端から東側にかけてテムズ川対岸シティ・オブ・ロンドン、サザーク区、北西から西側にかけて同テムズ川対岸シティ・オブ・ウェストミンスター、ワンズワース区に接する。
南西端側はウィンブルドン地区があるマートン区、南側はクロイドン区、南東端側はクリスタル・パレス地区が跨がるクロイドン区、サザーク区、及びブロムリー区と接する。

## 地区

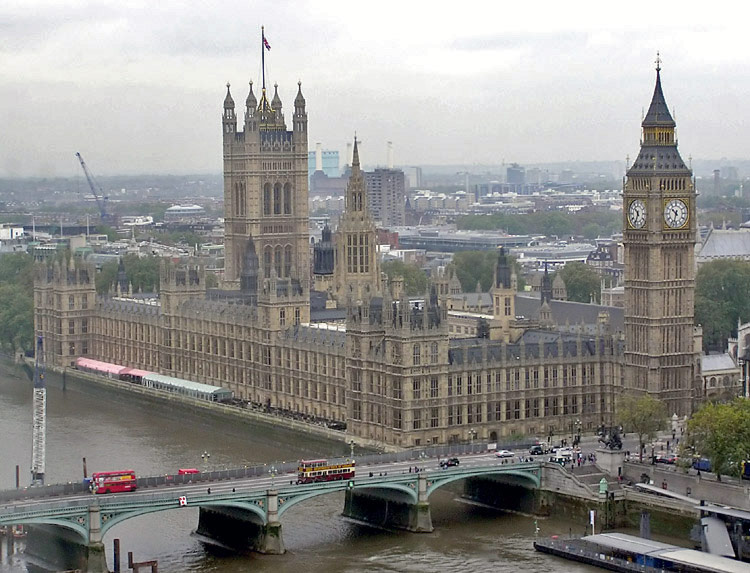
テムズ川対岸の英議会ウェストミンスター宮殿とビッグ・ベン。ロンドン・アイからの眺め
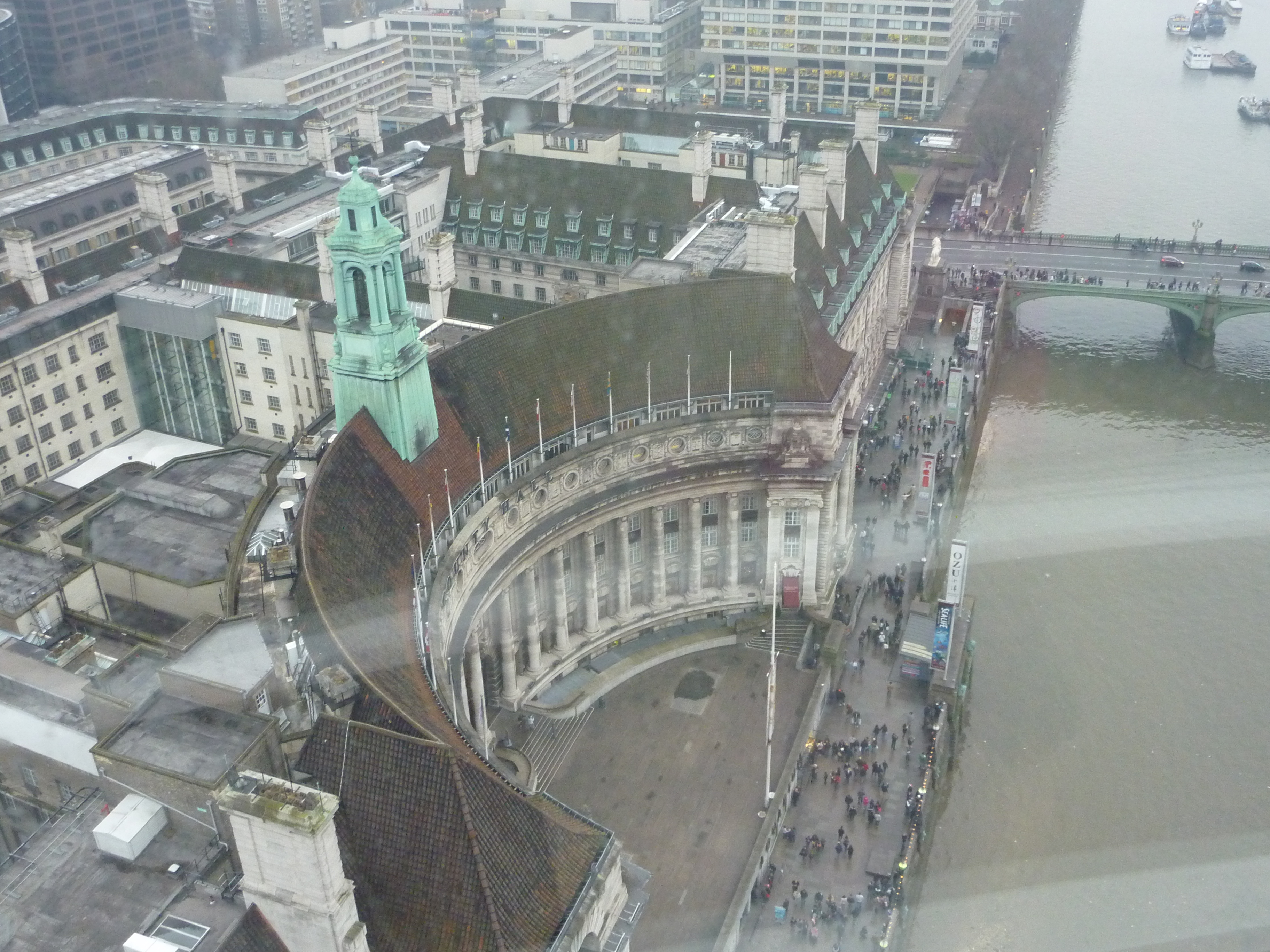
テムズ河畔サウス・バンク地区（ランベス）のロンドン・カウンティ・ホール。ロンドン・アイからの眺め
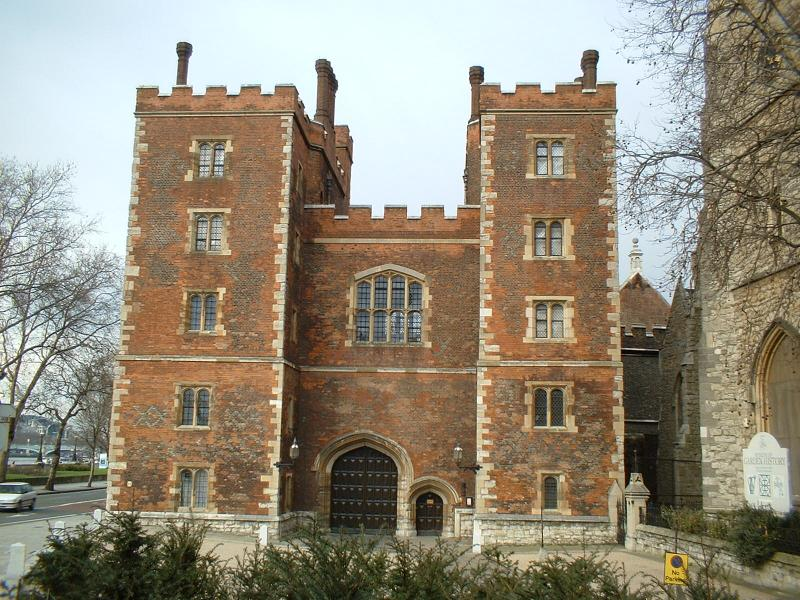
ランベス宮殿のランベス・ロード側出入り口 (Lambeth Palace's gatehouse on Lambeth Road.)
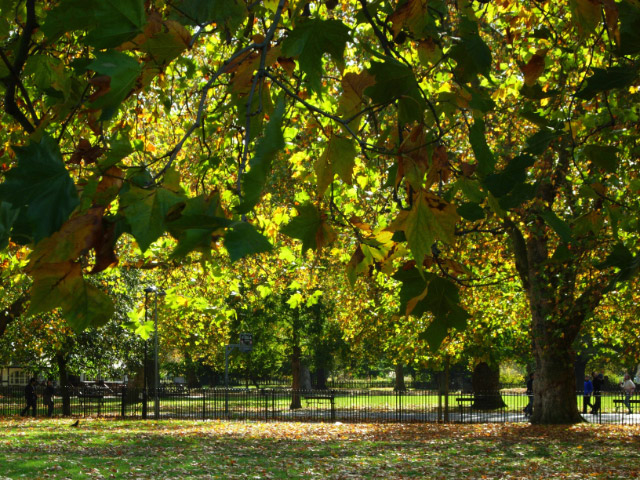
ケニントン公園 (Kennington Park)
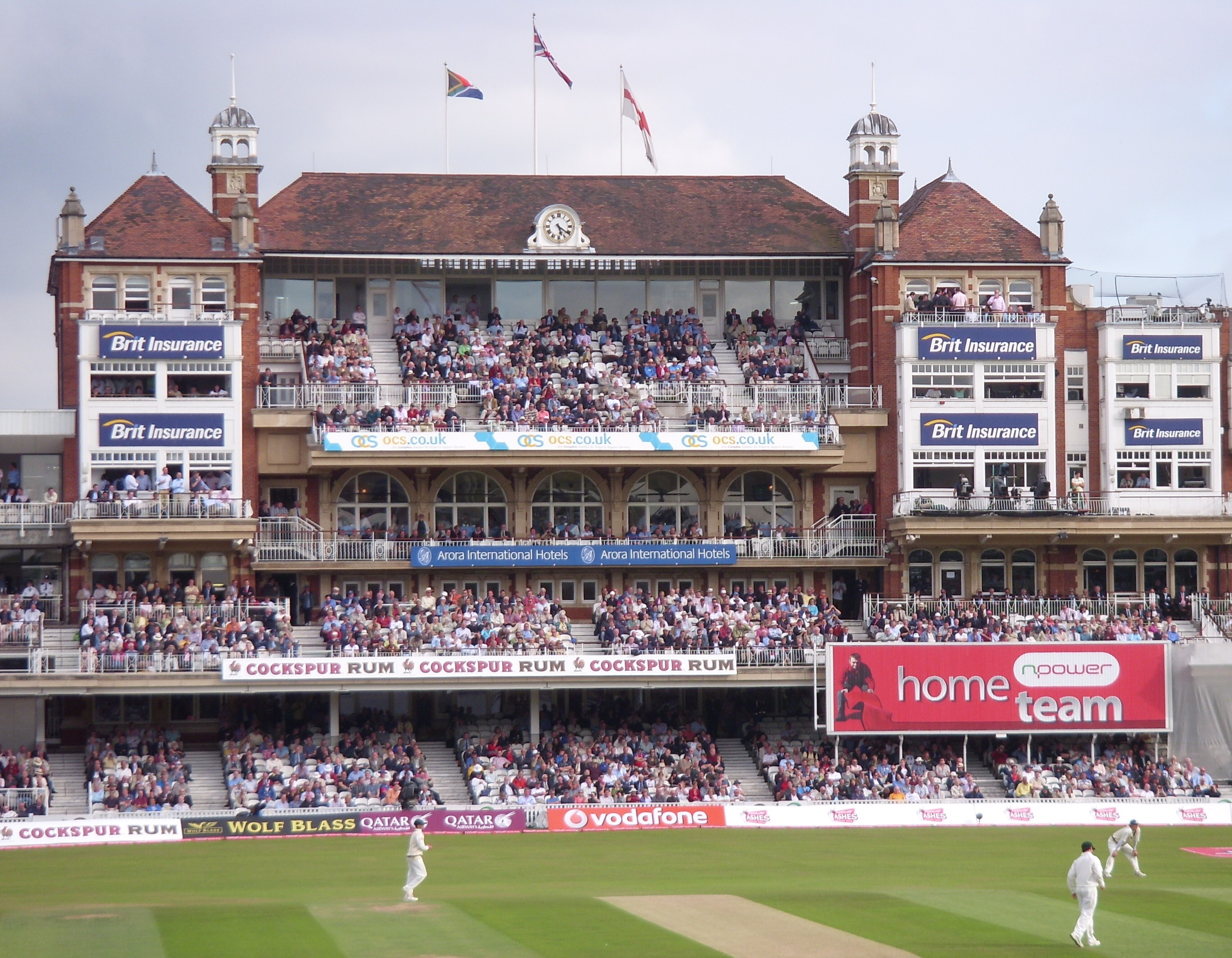
クリケット場ジ・オーバル (The Oval)
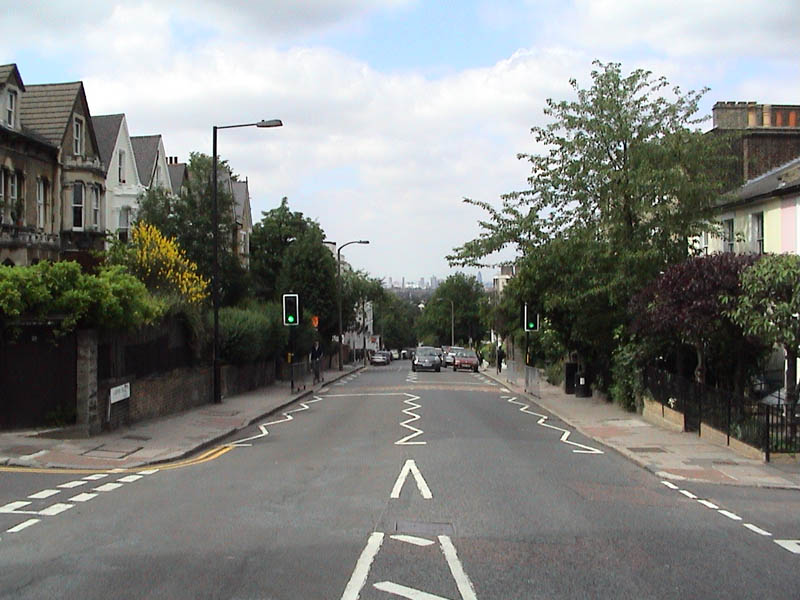
ジプシー・ヒル地区の道路を、シティ方向北側をみる (View down the upper straight of the street, Gipsy Hill, looking north towards the City of London.)
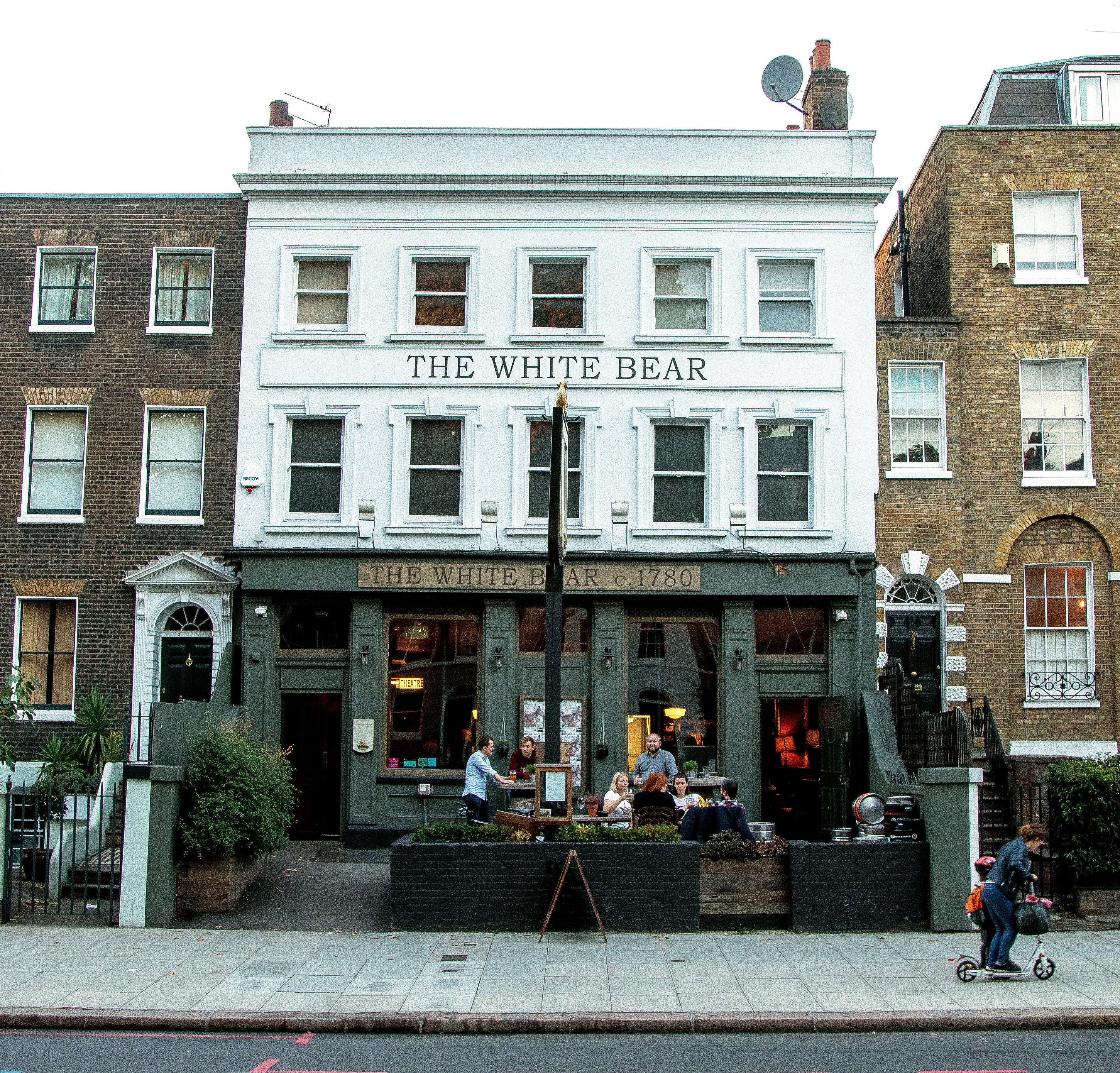
パブシアターであるホワイト・ベア・シアター
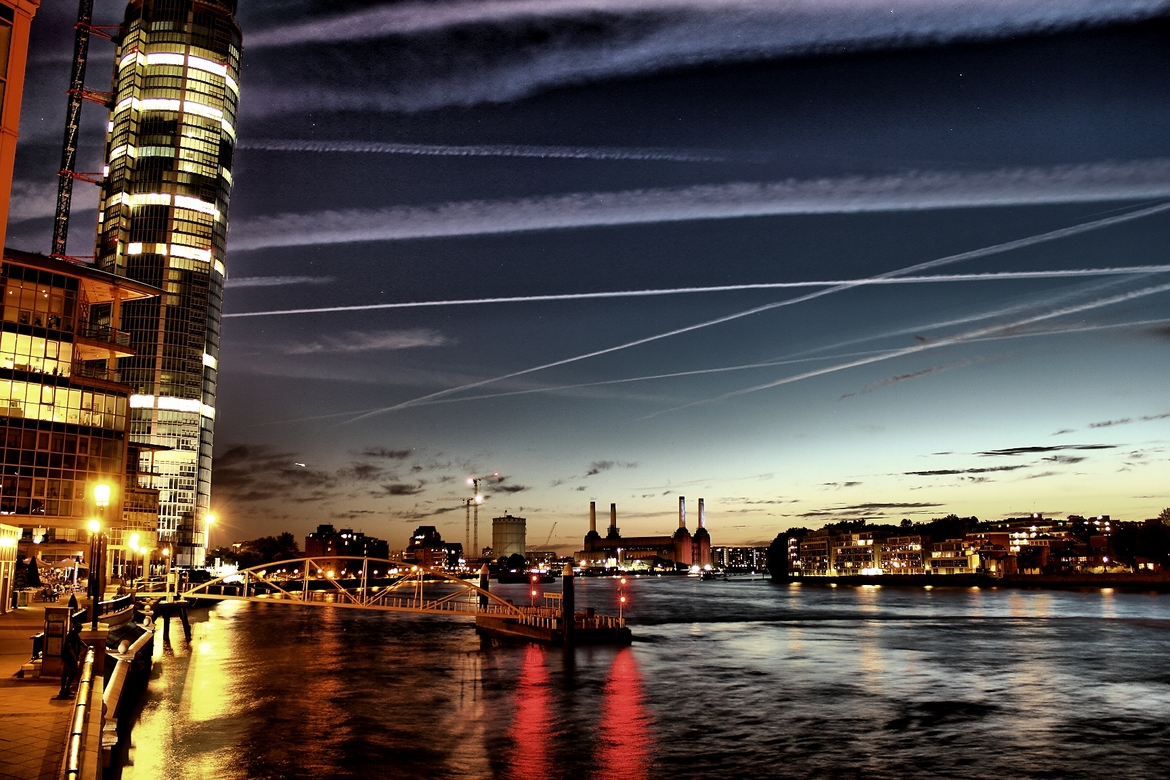
ヴォクソール橋からテムズ川上流（西方向）の眺め。ヴォクソール、ナイン・エルムス、バタシー、対岸ピムリコを見る (River Thames looking upstream from Vauxhall Bridge, showing (left) St George Wharf Tower and (centre) Battersea Power Station, and the shorelines, left to right, of Vauxhall, Nine Elms, Battersea and Pimlico.)

- ウェスト・ダリッジ (West Dulwich)
- ウェスト・ノーウッド (West Norwood)
- オーバル (Oval)
- クラパム (Clapham)
- クリスタル・パレス (Crystal Palace) - 区南東端にある「水晶宮」から名づけた明確な境界がない地区。南部5区のランベス区、サザーク区、クロイドン区、東側でブロムリー区界隈のクリスタル・パレス・パレード (Crystal Palace Parade) 及びルイシャム区界隈のシデナム・ヒル (Sydenham Hill) に跨がるエリア。
- ケニントン (Kennington) - 一部がサザーク区になる。
- ジプシー・ヒル (Gipsy Hill)
- ストックウェル (Stockwell)
- ストレタム (Streatham) - 西側一帯でワンズワース区、南側一帯でクロイドン区に接する。
- タルス・ヒル (Tulse Hill)
- ナイツ・ヒル (Knight's Hil)
- ハーン・ヒル (Herne Hill)
- ノーベリー (Norbury) - マートン区及びクロイドン区の一部をなす。
- バラム (Balham)
- ブリクストン (Brixton) - アフリカ＝カリブ系地区 (en) がある。英国が景気後退に見舞われた1981年には、ブリクストン暴動 (en) が起きた。
- ヴォクソール (Vauxhall)
- ラフバラ・ジャンクション (Loughborough Junction)
- ランベス (Lambeth)

## 交通

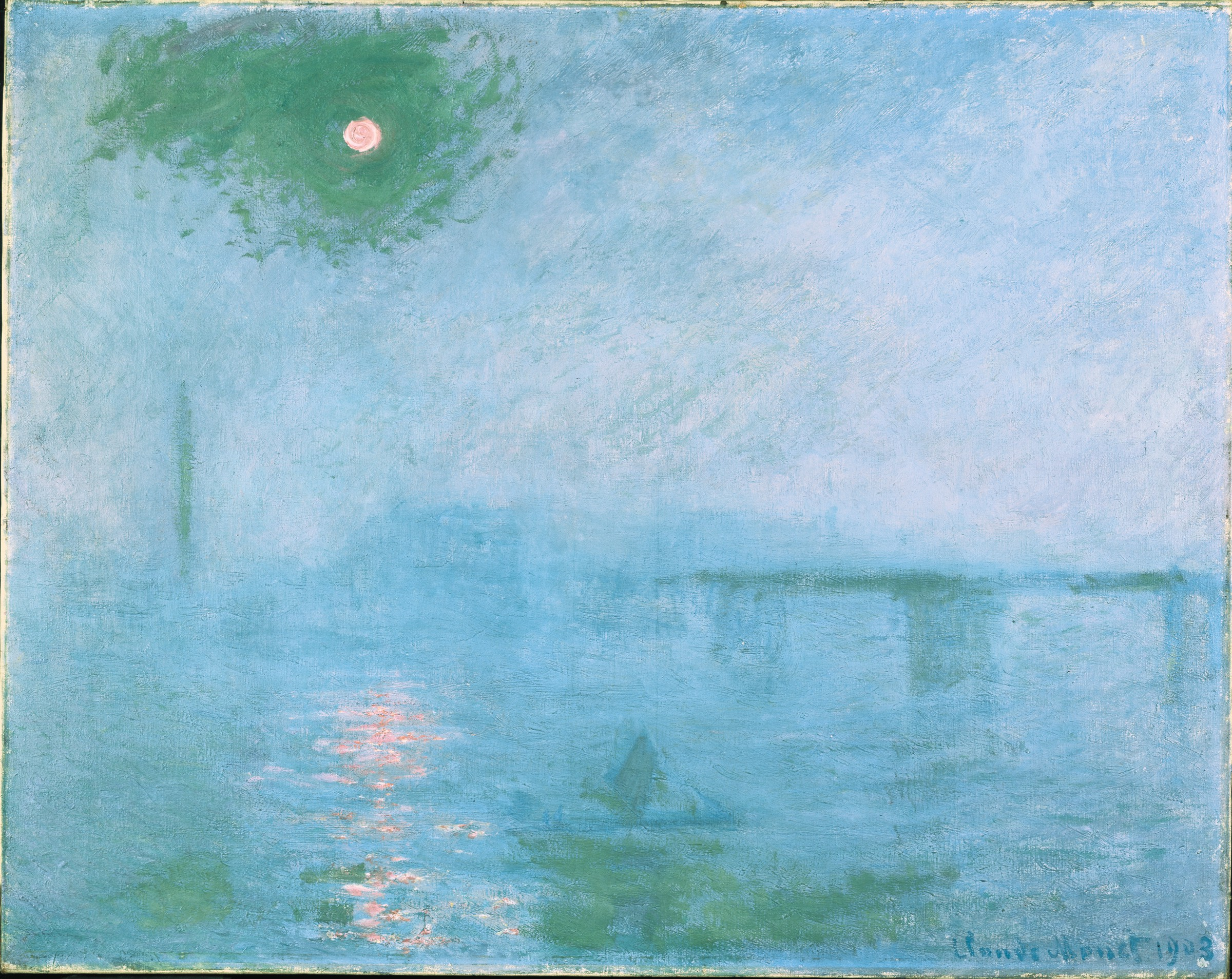
モネのロンドン作品シリーズの一つ "濃霧(スモッグ)にかかったテムズ川上の チャリング・クロス橋 " (Charing Cross Bridge: Fog on the Thames, 1903, Harvard Art Museums)
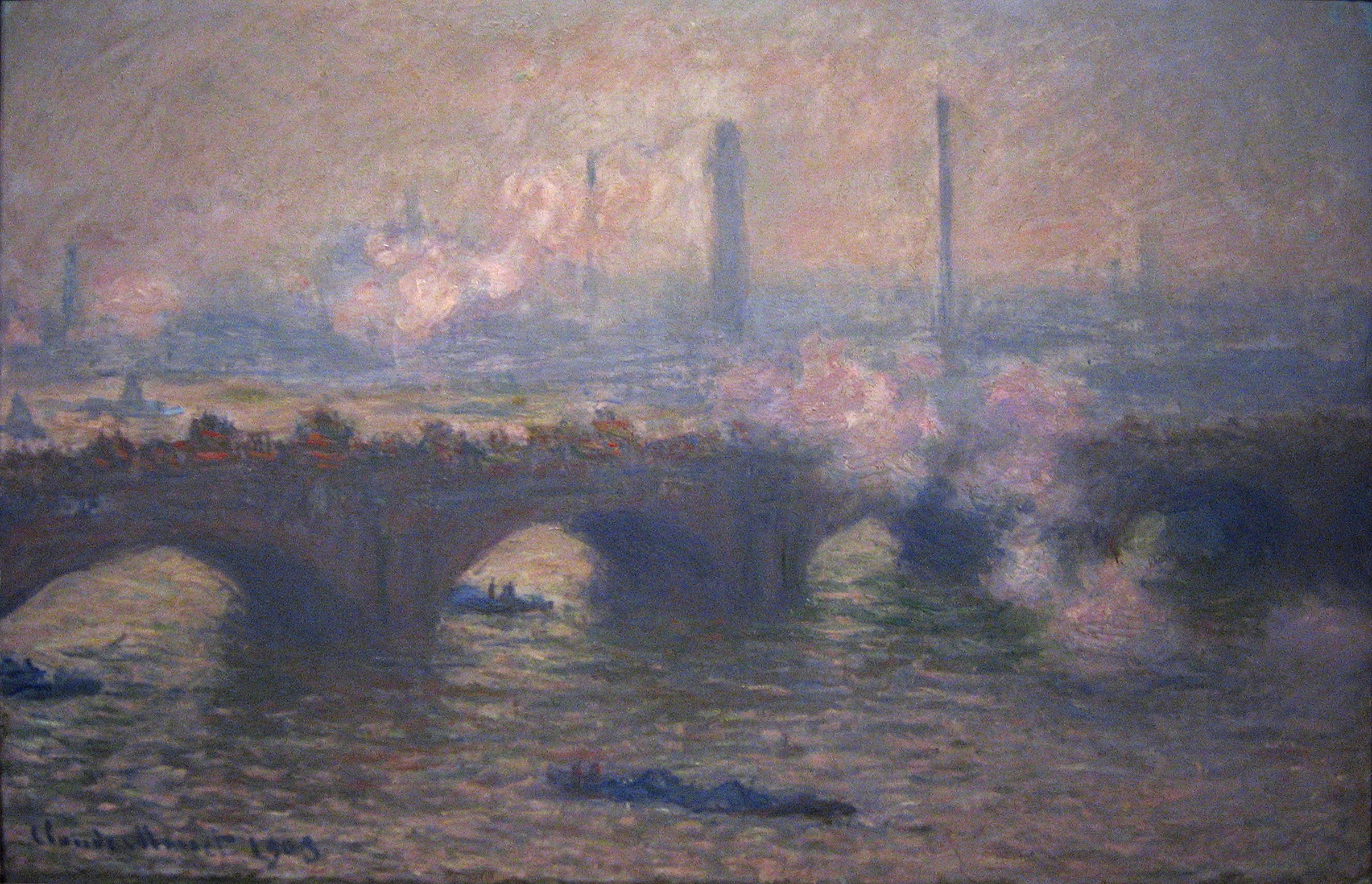
同モネ "どんよりと曇った日のウォータールー橋 " (Waterloo Bridge, Gray Day, 1903, National Gallery of Art, Washington, D.C.)
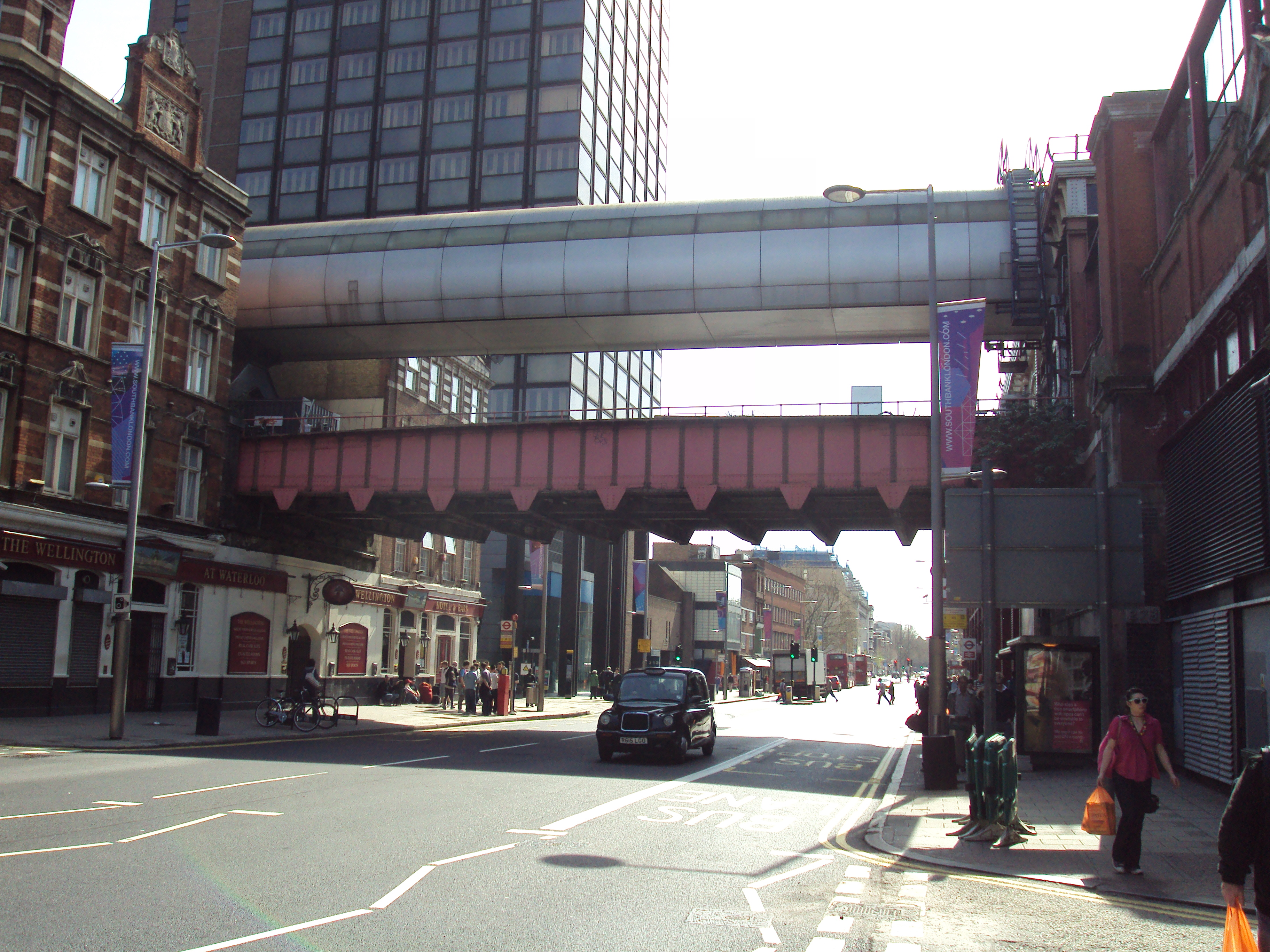
ウォータールー・ロードに架かっているウォータールー駅とウォータールー・イースト駅とを結ぶ歩道橋。

- ウォータールー駅 - ロンドン第1の主要ターミナル駅。乗降客数第2は対岸ウェストミンスター区にあるロンドン・ヴィクトリア駅。第3位はシティ北東側にあるリバプール・ストリート駅。駅名の由来は、ナポレオン戦争期の「ワーテルローの戦い」（1815年）より名付けられた。

パリ（"ウォータールー"への発着に苦情を申し立てていた）やブリュッセルへの国際列車であるユーロスターは、1994年の運行開始から2007年のセント・パンクラス駅への移転まで同駅が発着地であった。
- ウォータールー・イースト駅 - ウォータールー駅とは改札外で連絡している。同様に駅名の由来は「ワーテルローの戦い」より。東側至近に地下鉄サザーク駅がある。

## 教育
初等学校・中等学校・特別支援学校

## 姉妹都市
- ヴァンセンヌ（フランス・パリ東部近郊）
- ブルーフィールズ（英語版）（ニカラグア・南カリブ自治地域）
- ブルックリン区（アメリカ合衆国・ニューヨーク）
- スパニッシュ・タウン（ジャマイカ・ミドルセックス郡）

## 関係者

### 出身者
- ジョージ・グローヴ - 音楽学者
- アーサー・サリヴァン - 作曲家、代表作にミカド (オペレッタ) などがある。ランベス生まれ
- ロイ・レッドグレイヴ - 舞台俳優、サイレント映画俳優。女優ヴァネッサ・レッドグレイヴら世界的に著名な"Redgrave family"の始祖。122 Kennington Road, Kennington 生まれ（en:Kennington#Notable people参照）。
- バーナード・モントゴメリー（初代アラメインのモントゴメリー子爵） - 第二次大戦期の北アフリカ戦線やノルマンディー上陸作戦の陸軍司令官、政治家。1887年、ケニントン生まれ。
- チャールズ・チャップリン - 喜劇王。1889年、隣接する現サザーク区内ウォルワース (Walworth) 生まれ、ケニントン育ち[3]　（en:Kennington#Notable people参照）。
- クロード・レインズ - 俳優。1889年、スラム街だったクラパム (Clapham) 生まれ、隣接サザーク区内キャンバーウェル (Camberwell) 界隈育ち。
- カミラ王妃 - キャンバーウェル (Camberwell) 地区デンマーク・ヒル (Denmark Hill) にあるキングス・カレッジ・ロンドン デンマーク・ヒルキャンパス病院 (King's College Hospital) にて出生。サザーク区との境界上ランベス区内にある。
- ジェレミー・ハント - 政治家、蔵相・外相。ランベス生まれ。育ちはロンドン近郊サリー州ギルフォード市 (en) にある、州内で最も美しい村とも言われるシェア (en)。日本に留学。
- ロジャー・ムーア - 俳優。ストックウェル (Stockwell) 生まれ
- デヴィッド・ボウイ - ミュージシャン、俳優
- シャロン・オズボーン - 音楽プロデューサー、オジー・オズボーンの妻
- ナオミ・キャンベル - モデル
- ステラ・マッカートニー（ファッションデザイナー、ポール・マッカートニーの娘） - キングス・カレッジ・ロンドン デンマーク・ヒルキャンパス病院にて出生。
- フランク・シンクレア - サッカー選手
- スコット・パーカー - サッカー選手

### 居住その他ゆかりある人物
- フィンセント・ファン・ゴッホ - 画家。1874-1875年にかけて、Ivy Cottage, 395 Kennington Road に居住滞在　（en:Kennington#Notable people参照）。
- 夏目漱石 - 日本の作家。ワンズワース区バタシーとの境界上界隈にあるランベス区内西側クラパム・コモン（Clapham Common）地区ザ・チェイス (81 The Chase, Lambeth) に1901年7月から1902年12月まで居住。向かい (80 The Chase) に2016年9月まで漱石記念館があった[✝ 1]。
その他邦人として、麻生和子（日本の元首相吉田茂三女）が同区内ストレタム・ヒルの小学校に1920年から1、2年弱通った。
- ジェームズ・キャラハン - イギリスの首相。1976年、妻と折り合いが悪く Kennington Park Road のフラットに移ったが、警備に説得され、結局ダウニング街10番地に戻った（en:Kennington#Notable people参照）。英議会ウェストミンスター宮殿が対岸にあるため、ケニントンには議員や公務員らが割合多く居住している（en:Kennington#Culture and community参照）。
- ジョン・メージャー - イギリスの首相。1955年の12歳の時、父の事業の失敗でロンドン近郊サリー州の中産階級地区エプソム・アンド・ユーウェル市 260 Longfellow Road, Worcester Park の持ち家を借金の形に売却し、ブリクストンの 144 Coldharbour Lane に移り住み、同地で育つ。大学には通っていない。
- ボブ・マーリー - ジャマイカのレゲエミュージシャン。"stayed at a property in St. Agnes Place on occasions in the 1970s."（en:Kennington#Notable people参照）。
- サラ・ウォーターズ - 小説家。レズビアン。"Waters lives on the top floor of a Georgian terrace in Kennington, south London." [4]

## ランベス区を舞台にした作品

### 小説
- サマセット・モーム 『ランベスのライザ』(Liza of Lambeth) (1897年) - 貧民街だったランベスを舞台にした作品。
- ファーガス・ヒューム（英語版）『質屋探偵ヘイガー・スタンリーの事件簿 (シャーロック・ホームズの姉妹たち) 』(Hagar of the Pawn Shop The Gypsy Detective) (1898年) - 貧民窟ランベスのカービーズ・クレッセント（Carby's Crescent, Lambeth）にある、うらぶれた質屋に居候しやがて店を継ぐ20代のジプシー娘ヘイガー・スタンリーが主人公。持ち込まれたいわくありげな品々から事件が発生し、質屋かつジプシーの持ち前の洞察力で解決していく。19世紀ヴィクトリア朝当時としては異色の探偵小説。

### 映画
- マーヴィン・ルロイ 『哀愁』(Waterloo Bridge) (1940年、米映画) - 主演はヴィヴィアン・リー、ロバート・テイラー。ウォータールー橋やウォータールー駅が舞台。
- シドニー・ギリアット（英語版） 『ウォタルー街』(Waterloo Road) (1945年、英映画)  - 区内を走るウォータールー・ロードをタイトル舞台にした敵前逃亡兵の話。
- ワリス・フセイン 『小さな恋のメロディ』(Melody, S.W.A.L.K) (1971年、英映画) - ランベスの他に、バタシー、ウェスト・エンド、ケンジントン・アンド・チェルシー区ブロンプトンのブロンプトン墓地、ハマースミス・アンド・フラム区等が舞台だった。